# Stellaria irrigua
Stellaria irrigua är en nejlikväxtart som beskrevs av Aleksandr Andrejevitj Bunge. Stellaria irrigua ingår i släktet stjärnblommor, och familjen nejlikväxter. Inga underarter finns listade i Catalogue of Life.